# Liste der denkmalgeschützten Objekte in Unserfrau-Altweitra
Die Liste der denkmalgeschützten Objekte in Unserfrau-Altweitra enthält die 8 denkmalgeschützten, unbeweglichen Objekte der Gemeinde Unserfrau-Altweitra.

## Denkmäler
| Foto |                 | Denkmal                                                                                    | Standort                                                         | Beschreibung | Metadaten |
| ---- | --------------- | ------------------------------------------------------------------------------------------ | ---------------------------------------------------------------- | --- | --- |
| ja   | Datei hochladen | Kath. Filialkirche hll. Peter und Paul mit ehem. Friedhof HERIS-ID: 29656 Objekt-ID: 26311 | Standort KG: Altweitra                                           | Die romanische Saalkirche wurde vermutlich um 1220 erbaut. Am ehemaligen Friedhof befindet sich eine Familiengruft der Landgrafen Fürstenberg aus dem Jahr 1843.                                                           | BDA-Hist.: Q1412756 Status: § 2a Stand der BDA-Liste: 2025-06-30 Name: Kath. Filialkirche hll. Peter und Paul mit ehem. Friedhof GstNr.: .6/1, 214 Filialkirche und Friedhof Altweitra |
| ja   | Datei hochladen | Kath. Pfarrkirche Mariae Himmelfahrt HERIS-ID: 29658 Objekt-ID: 26313                      | neben Heinrichs bei Weitra 36 Standort KG: Heinreichs bei Weitra | Die von neugotische Kirche wurde 1872 bis 1875 nach Plänen des Architekten Hermann Schneider erbaut. Der neugotische Hochaltar aus dem Jahr 1896 ist ein Werk des Bildhauers Josef Kepplinger.                             | BDA-Hist.: Q2082679 Status: § 2a Stand der BDA-Liste: 2025-06-30 Name: Kath. Pfarrkirche Mariae Himmelfahrt GstNr.: .47 Pfarrkirche Heinrichs bei Weitra                               |
| ja   | Datei hochladen | Ortskapelle Maria Immaculata HERIS-ID: 29662 Objekt-ID: 26317                              | Standort KG: Oberlembach                                         | Die Kapelle wurde 1856 erbaut. | BDA-Hist.: Q2032169 Status: § 2a Stand der BDA-Liste: 2025-06-30 Name: Ortskapelle Maria Immaculata GstNr.: .41                                                                        |
| ja   | Datei hochladen | Ortskapelle Vierzehn Nothelfer HERIS-ID: 29663 Objekt-ID: 26318                            | bei Schagges 36 Standort KG: Schagges                            | Die barocke Kapelle wurde von 1756 bis 1757 erbaut. | BDA-Hist.: Q2032176 Status: § 2a Stand der BDA-Liste: 2025-06-30 Name: Ortskapelle Vierzehn Nothelfer GstNr.: .25 Ortskapelle Schagges                                                 |
| ja   | Datei hochladen | Pfarrhof HERIS-ID: 29669 Objekt-ID: 26324                                                  | Unserfrau 1 Standort KG: Unserfrau                               | In dem südwestlich der Pfarrkirche von Unserfrau gelegenen Pfarrhof befindet sich ein Kreuzgratgewölbe, das vermutlich aus der zweiten Hälfte des 16. Jahrhunderts stammt.                                                 | BDA-Hist.: Q37927696 Status: § 2a Stand der BDA-Liste: 2025-06-30 Name: Pfarrhof GstNr.: .6 Pfarrhof Unserfrau                                                                         |
| ja   | Datei hochladen | Kath. Pfarrkirche Mariä Geburt und Friedhof HERIS-ID: 50748 Objekt-ID: 56029               | bei Unserfrau 1 Standort KG: Unserfrau                           | Die von einem Friedhof umgebene Kirche (Pfarrkirche Unserfrau) ist romanischen Ursprungs. Sie wurde im 14. Jahrhundert um einen gotischen Chor und von 1694 bis 1698 um barocke Seitenschiffe und einen Südturm erweitert. | BDA-Hist.: Q107061438 Status: § 2a Stand der BDA-Liste: 2025-06-30 Name: Kath. Pfarrkirche Mariä Geburt und Friedhof GstNr.: .7, 16 Pfarrkirche und Friedhof Unserfrau                 |
| ja   | Datei hochladen | Karner, sog. Ursprungskapelle HERIS-ID: 29670 Objekt-ID: 26325                             | bei Unserfrau 1 Standort KG: Unserfrau                           | Der romanische Karner diente von etwa 1783 bis 1843 als Gruftkapelle der Fürstenberg. | BDA-Hist.: Q1734106 Status: § 2a Stand der BDA-Liste: 2025-06-30 Name: Karner, sog. Ursprungskapelle GstNr.: .8 Karner Unserfrau                                                       |
| ja   | Datei hochladen | Friedhofsmauer, -tor HERIS-ID: 29671 Objekt-ID: 26326                                      | Standort KG: Unserfrau                                           | Das rundbogige Friedhofstor mit Giebelaufsätzen wurde gegen Ende des 16./Anfang des 17. Jahrhunderts erbaut. | BDA-Hist.: Q37927704 Status: § 2a Stand der BDA-Liste: 2025-06-30 Name: Friedhofsmauer, -tor GstNr.: 16                                                                                |